# Triaenobunus
Triaenobunus is een geslacht van hooiwagens uit de familie Triaenonychidae. De wetenschappelijke naam Triaenobunus is voor het eerst geldig gepubliceerd door Sørensen, 1886 (in "Die Arachniden Australiens" L.C.C. Koch & E. von Keyserling (Eds.) in 1886). 

## Soorten
Triaenobunus omvat de volgende 14 soorten:
- Triaenobunus armstrongi
- Triaenobunus asper
- Triaenobunus bicarinatus
- Triaenobunus cornutus
- Triaenobunus groomi
- Triaenobunus hamiltoni
- Triaenobunus inornatus
- Triaenobunus mestoni
- Triaenobunus minutus
- Triaenobunus montanus
- Triaenobunus pectinatus
- Triaenobunus pescotti
- Triaenobunus pilosus
- Triaenobunus woodwardi